# ニッポンの社長
ニッポンの社長（にっぽんのしゃちょう）は、吉本興業（東京本社）所属のお笑いコンビ。2013年結成。略称は『ニッ社』。キングオブコント2020 - 2024ファイナリスト。『ダブルインパクト〜漫才&コント 二刀流No.1決定戦〜』初代王者（2025年）。

## メンバー
辻 皓平（つじ こうへい、1986年11月15日 - ）（38歳）
ネタ作成担当。
- 京都府京都市出身。
- 身長183 cm、体重71 kg。血液型O型。
- 趣味は音楽・映画鑑賞、野球（阪神タイガースのファンを公言）、ギター。特技はボウリング。
- NSC大阪校32期出身。
- ピン芸人としての芸名は「辻クラシック」。2024年前半頃までは芸名を「辻」としていた。
- 高校時代は、強豪校として知られる京都府立鳥羽高等学校の野球部に所属していた。現在も野球を続けており、草野球チーム「上方ホンキッキーズ」に所属している。
- 弟は、元プロ野球選手（当時中日ドラゴンズ所属）で現在、日本体育大学助教兼同学野球部コーチを務めている辻孟彦。
- THE BLUE HEARTSが好きで、学生時代に「青空」を聴いたことが芸人になったルーツでもあると自身のラジオ番組で語っている。
- ロックバンド『ジュースごくごく倶楽部』のギターを担当している。
- 自身のYouTubeチャンネル『ニッポンの社長辻の素人チャンネル』を持っている。
- 野球経験者ではあるが、ネタ中に声を張ることは少ない傾向にある。
- 山下ギャンブルゴリラ（豪快キャプテン）、エース（バッテリィズ）を命名した。エースを命名する際、エース本人が考えた「たこ焼き」を反対して、代わりに「アホ」を提案するも却下され、さらに代わりに提案した「エース」が採用された。

ケツ（1990年6月11日 - ）（35歳）
- 奈良県生駒市出身。
- 身長162 cm、体重78 kg。血液型O型。
- 本名：西原 大地（にしはら だいち）
- NSC大阪校33期出身。NSC時代及び前コンビ「ゼロセンハッチ」「寺シガ」時代は旧姓の「唐金大地」として活動していた。
- 趣味は野球、料理、飲酒（ビール、日本酒）。特技はギターで、学生時代は軽音楽部に所属したが、半年で辞めている。
- 芸名は辻からあだ名で呼ばれていたもので、顔がお尻みたいという理由で命名された（他の候補としてエビもあった）。
- 『ちいかわ』の大ファンであり、うさぎ推し。
- 自身の中にある「女性の人格（並木裕子）」が作成したという曲がある（「私上手く笑えなくて」「幸せなふたり」「ポパイ丼」など）。切ない曲調のバラードが多い。
- 辻とは対照的にネタでツッコむ際は声を張る傾向にあり、かつ身体を張ったボケを演じる。
- 2025年7月20日、アシスタントを務める『TENGA Presents Midnight World Cafe 〜TENGA茶屋〜』の番組内で結婚したことを発表。

## 来歴
- 辻は大学の友人を誘ってNSCに行こうとするも断られ、仕方なく就職活動をしていた。しかし芸人になることを諦めきれずNSCへ入学[5]。
- ケツは中学生の頃に見た『M-1グランプリ』での笑い飯の漫才を見て芸人を志し、大学1年の終わり頃には母親や友人から勧められて2年へ進級する頃にはNSCに入っていた[5]。
- 結成前から私生活で仲が良かったため、ピン芸人として活動していた辻に前コンビを解散したばかりのケツが声をかけて現在のコンビを結成[5]。
- コンビ名は、ケツの風貌が与沢翼に似ているのが由来[11]。
- 2023年2月、約8年所属していたよしもと漫才劇場を卒業し、同年4月より東京に活動拠点を移す旨を劇場の生配信にて発表。
- 2025年7月21日、第一回『ダブルインパクト〜漫才&コント 二刀流No.1決定戦〜』にて優勝[12]。

## 芸風
- 主にコント。キングオブコントでは2014・2015年に2回戦、2016・2018年に準決勝に進出。2020年には初の決勝進出。決勝では「ケンタウロス」を披露、454点で5位に終わったが強烈な印象を残し審査委員長の松本人志（ダウンタウン）[注釈 1]や爆笑問題[13]、山里亮太（南海キャンディーズ）、山内健司（かまいたち）などが絶賛の評を寄せた。翌年の2021年も決勝へ進出し、「バッティングセンター」を披露。審査員の秋山竜次（ロバート）・山内などから絶賛されるも、最終成績は4位でファイナルステージ進出を逃した。2022年は3年連続の決勝進出を果たすも審査委員長の松本から「暗転」の使い方について指摘され、結果は455点で最下位となった。その後、辻はTwitterのアカウント名を「ニッポンの社長 【暗転】」に変更した。2023年に4年連続の決勝進出を果たし、決勝連続進出回数がさらば青春の光、GAGと並び最多となる。「空港へ行け」を披露し、審査委員長の松本・審査員の飯塚悟志（東京03）・小峠英二（バイきんぐ）から高い評価を得て468点を獲得、3位通過で初のファイナルステージへと進出した。同ステージでは1番手で「手術」を披露し466点を獲得、最終成績は3位となった。2024年に5年連続の決勝進出。決勝連続進出回数5回は最多記録である。「新入部員」を披露し、小峠から高評価を得て、468点を獲得するも、cacaoと同率の7位に終わる。
- 漫才を演じる機会も多く、M-1グランプリでは2015・2018・2020・2023年に準決勝まで進出（2015年は準々決勝敗退後、GYAO!ワイルドカードに選出された）[14]。
- ボケとツッコミはネタ毎で変わり、役割は特に決まっていない。はっきりとしたボケ・ツッコミが存在しないネタもある。
- 辻曰くネタのコンセプトとして非現実的な設定は一切せず、普段ギリギリ起こり得るぐらいのことを想定したネタ作りを心がけているという[5]。
- 京都学園大学をイジったネタがある（ただし京都学園大学は2019年4月に京都先端科学大学に改名）。

## 賞レースでの戦績

### M-1グランプリ
| 年度             | 結果         | エントリー No. | 会場                        | 日程           | 備考                                           |
| ---------------- | ------------ | -------------- | --------------------------- | -------------- | ---------------------------------------------- |
| 2015年（第11回） | 準決勝進出   | 982            | [東京] EX THEATER ROPPONGI  | 11月19日（木） | GYAO!ワイルドカード枠 予選28位、敗者復活戦20位 |
| 2016年（第12回） | 3回戦進出    | 2020           | [京都] よしもと祇園花月     | 10月20日（火） |                                                |
| 2017年（第13回） | 準々決勝進出 | 1342           | [大阪] メルパルクホール大阪 | 10月23日（月） |                                                |
| 2018年（第14回） | 準決勝進出   | 325            | [東京] NEW PIER HALL        | 11月15日（木） | 予選17位、敗者復活戦15位                       |
| 2019年（第15回） | 準々決勝進出 | 1951           | [大阪] なんばグランド花月   | 11月18日（月） |                                                |
| 2020年（第16回） | 準決勝進出   | 939            | [東京] NEW PIER HALL        | 12月2日（水）  | 敗者復活戦9位                                  |
| 2021年（第17回） | 準々決勝進出 | 4275           | [大阪] なんばグランド花月   | 11月10日（水） |                                                |
| 2022年（第18回） | 準々決勝進出 | 5312           | [東京] ルミネtheよしもと    | 11月16日（水） |                                                |
| 2023年（第19回） | 準決勝進出   | 5911           | [東京] NEW PIER HALL        | 12月7日（木）  | 敗者復活戦進出                                 |
| 2024年（第20回） | 準々決勝進出 | 9263           | [東京] ルミネtheよしもと    | 11月22日（金） |                                                |

### キングオブコント
| 年度              | 結果         | 会場             | 日程                  | 備考                                                 |
| ----------------- | ------------ | ---------------- | --------------------- | ---------------------------------------------------- |
| 2014年（第7回）   | 2回戦進出    | 5upよしもと      | 8月20日（水）         |                                                      |
| 2015年（第8回）   | 2回戦進出    | 大丸心斎橋劇場   | 8月13日（木）         |                                                      |
| 2016年（第9回）   | 準決勝進出   | 赤坂BLITZ        | 9月8日（木）          |                                                      |
| 2017年（第10回）  | 準々決勝進出 | きゅりあんホール | 8月15日（火）         |                                                      |
| 2018年（第11回）  | 準決勝進出   | 赤坂BLITZ        | 9月6日・7日（木・金） |                                                      |
| 2019年（第12回）  | 準々決勝進出 | YES THEATER      | 8月16日（金）         |                                                      |
| 2020年（第13回）  | 決勝5位      | TBSテレビ        | 9月26日（土）         | 決勝キャッチフレーズ「奇怪なるファンシーワールド」   |
| 2021年（第14回）  | 決勝4位      | TBSテレビ        | 10月2日（土）         | 決勝キャッチフレーズ「奇々怪々のコントカンパニー」   |
| 2022年（第15回）  | 決勝10位     | TBSテレビ        | 10月8日（土）         | 決勝キャッチフレーズ「THEマッドコントファクトリー」  |
| 2023年（第16回）  | 決勝3位      | TBSテレビ        | 10月21日（土）        | 決勝キャッチフレーズ「ザ・マッドコントファクトリー」 |
| 2024年（第17回）  | 決勝7位      | TBSテレビ        | 10月12日（土）        | 決勝キャッチフレーズ「おかげさまで5周年」            |
| 2025年 （第18回） | 不参加       | 不参加           | 不参加                | 不参加                                               |

### その他
- ytv漫才新人賞
  - 2018年 3位（選考会ROUND2 2位）
  - 2020年 準優勝 (選考会ROUND1 2位)

- NHK上方漫才コンテスト
  - 2020年 本選進出[22]
  - 2021年 準優勝[23]

- 30-1グランプリ（水曜日のダウンタウン）[注釈 2]
  - 第1回 優勝
  - 第2回 準優勝

- NHK新人お笑い大賞
  - 2021年 優勝[24]（本戦、決勝ともに満票の完全優勝）

- 上方漫才大賞
  - 2022年 新人賞受賞[25]

- スーパーお笑い大賞 ～おもろいやつが得をする～
  - 第1回 優勝[26]

- 虎−1グランプリ
  - 第2回 アレ

- ダブルインパクト〜漫才&コント 二刀流No.1決定戦〜
  - 第1回 優勝

## 出演

### テレビ
現在の出演番組
- 有吉の壁（日本テレビ、2020年10月21日 - ）- 不定期出演
- ラヴィット!（TBS、2021年9月15日 - ）- 不定期出演

過去の出演番組
- 笑う心臓（日本テレビ、2021年4月1日） - メインキャスト[27]
- 関西コント保安協会（朝日放送テレビ、2021年7月4日）- メインキャスト[28]
- おかわりコント学園（読売テレビ、2021年7月13日、2022年8月6日）- メインキャスト[29][30]
- お笑いワイドショー マルコポロリ!（関西テレビ、2021年10月3日 - 2023年5月7日）- レギュラー[31]
- せやねん!（毎日放送、2021年10月16日 - 2023年4月1日）- 第2部のみ月1レギュラー
- 「ニッポンの社長」のドキドキ社会科見学（中部日本放送、2021年10月30日[32]、2022年3月19日[33]）
- おガチャさん（読売テレビ、2022年3月22日） - メインキャスト[34]
- ニッポンの社長と日本の社長（BSよしもと、2022年3月24日 - 6月30日）[35]
- ロングコートダディ・ニッポンの社長のぼちぼちストレンジャーズ（GAORA、2022年6月17日 - 2023年5月27日）

### テレビドラマ
- 家政婦クロミは腐った家族を許さない 第4話（2025年2月1日、テレビ東京） - 永田 役（辻）[36]
- 相続探偵 第5話（2025年2月22日、日本テレビ） - 藤原 役（辻）[37]
- 相続探偵 第9話・最終話（2025年3月22日・29日、日本テレビ） - インフルエンサー 役（ケツ）[38]

### ラジオ
- 日曜スペシャル「オールナイト ニッポンの社長!」（朝日放送ラジオ、2019年2月10日）
- 土曜スペシャル「ラジオで単独LIVE～これぞ!ニッポンの社長」（朝日放送ラジオ、2019年6月8日）
- 芸人お試しラジオ「デドコロ」（火曜会、2020年12月 - 2021年1月・2021年12月 - 2022年1月・2022年12月 - 2023年1月）
- ニッポンの社長・辻の暗転の会（朝日放送ラジオ、2022年12月31日） - 辻のみ[39]
- ニッポンの社長・辻の耳をすますな!（ポッドキャスト、2023年1月23日 - ） - 辻のみ[40]
- TENGA Presents Midnight World Cafe 〜TENGA茶屋〜（FM大阪、2025年5月3日 - ） - アシスタント

### CM
- 日本郵便
  - 「ゆうパケットポスト ご近所散歩中・昼のポスト」編（2022年8月1日 - ） - ケツのみ[41]
  - 「ゆうパケットポスト ご近所散歩中・夜のポスト」編（2022年8月1日 - ） - ケツのみ[41]
  - 「ゆうパック ご近所散歩中・驚きの事実／安い」編（2022年11月16日 - ） - 辻のみ[42]
  - 「ゆうパック ご近所散歩中・驚きの事実／集荷」編（2022年11月16日 - ） - 辻のみ[42]
- 西友「客とゾンビ」編（2022年9月28日 - ） - Web CM[43]

## 単独ライブ
2015年
- 8月3日 - 「ロックキッズの後輩」（道頓堀ZAZA HOUSE/大阪）

2017年
- 4月28日 - 「よしもと祭り」（よしもと漫才劇場/大阪）

2019年
- 3月10日 - 「1500円」（よしもと漫才劇場/大阪）
- 5月6日 -  「ニッポンの社長？知らんなぁ」（ヨシモト∞ホール/東京）

2020年
- 12月13日 - 「墓場の社長」（なんばグランド花月/大阪）※当初は3月13日に開催する予定だったが、新型コロナウイルス感染拡大の影響で一時中止になっていた。

2021年
- 1月22日 - 「浪速の元気印!!」（ルミネtheよしもと/東京）※漫才単独
- 8月1日 - 「お金がない!」（よしもと漫才劇場/大阪）※配信のみ

2022年
- 5月13日 - 5月28日「ロキソニカ」
- 5月13日（札幌市教育文化会館 小ホール/北海道）
- 5月20日（草月ホール/東京）
- 5月28日（よしもと漫才劇場/大阪）※配信あり

## 出囃子
- トランジスタラジオ/RCサクセション